# Lívio Lopes Castelo Branco e Silva
Lívio Lopes Castelo Branco e Silva (Campo Maior, 1813 - 1867) foi um jornalista, advogado e escritor brasileiro, ativo participante no movimento popular chamado Balaiadae por este motivo foi perseguido pelo Visconde da Parnaíba Manuel de Sousa Martins, mesmo após o perdão consedido pelo Imperador Dom Pedro II. Respondia a maioria das perseguições usando a poesia.
Também era membro da elíte agrária e escravocrata.[carece de fontes?]